# SkyWest Airlines
Ne doit pas être confondu avec la compagnie aérienne australienne Skywest
SkyWest Airlines (Code AITA : OO ; code OACI : SKW) est une compagnie aérienne américaine, basée à Saint George, dans l’Utah. C'est une filiale à 100 % de SkyWest, Inc (NASDAQ : SKYW). Fondée en 1972, premier vol le 19 juin 1972. Elle fournit uniquement des vols et des passagers, en partage de code, aux plus grands transporteurs comme United Airlines, Delta Air Lines et American Airlines, sous la forme d'United Express, de Delta Connection et d'American Eagle.

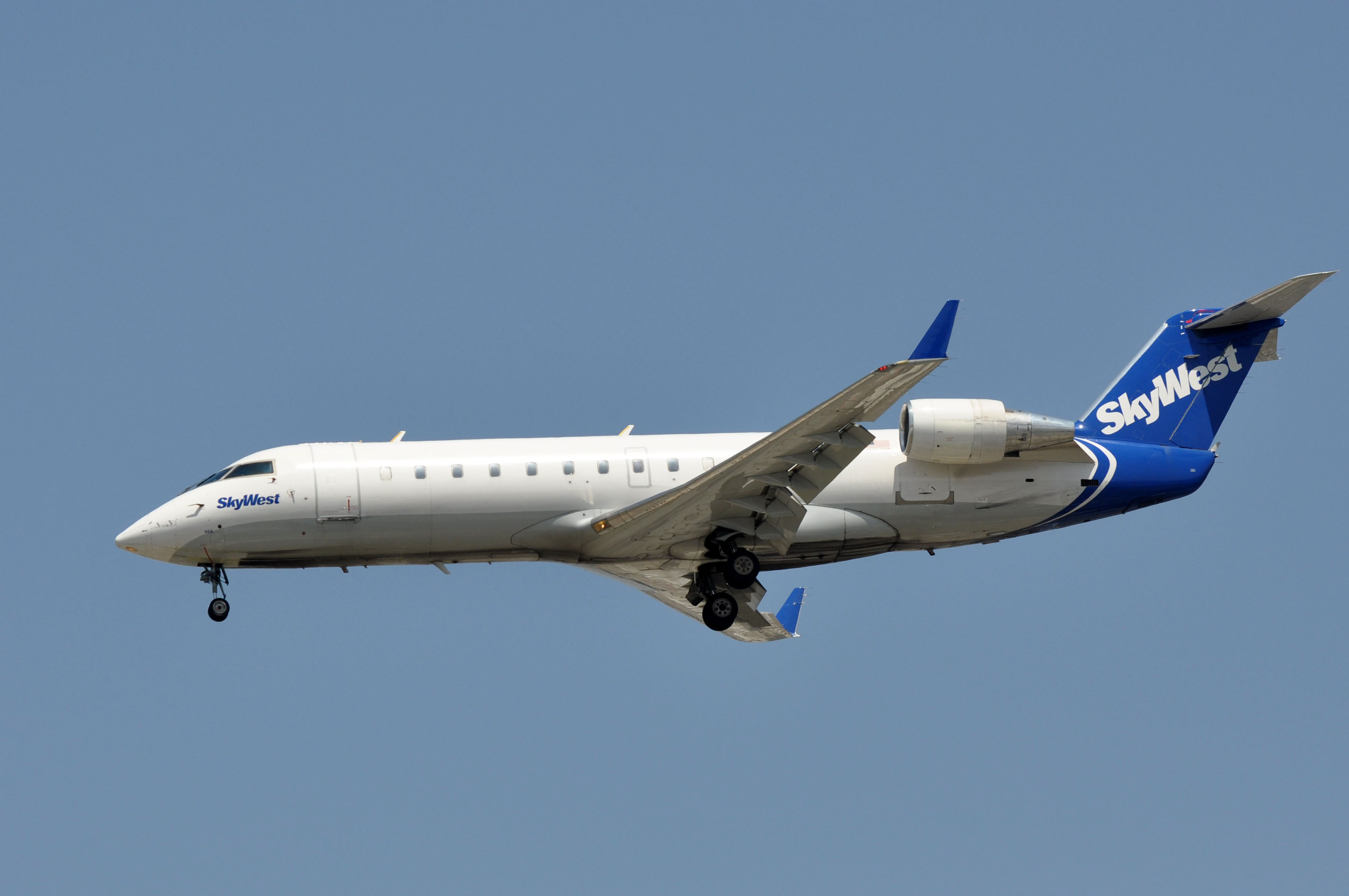
Avion Bombardier CRJ-200 aux couleurs de SkyWest

## Histoire
SkyWest Airlines a été créée en 1972.

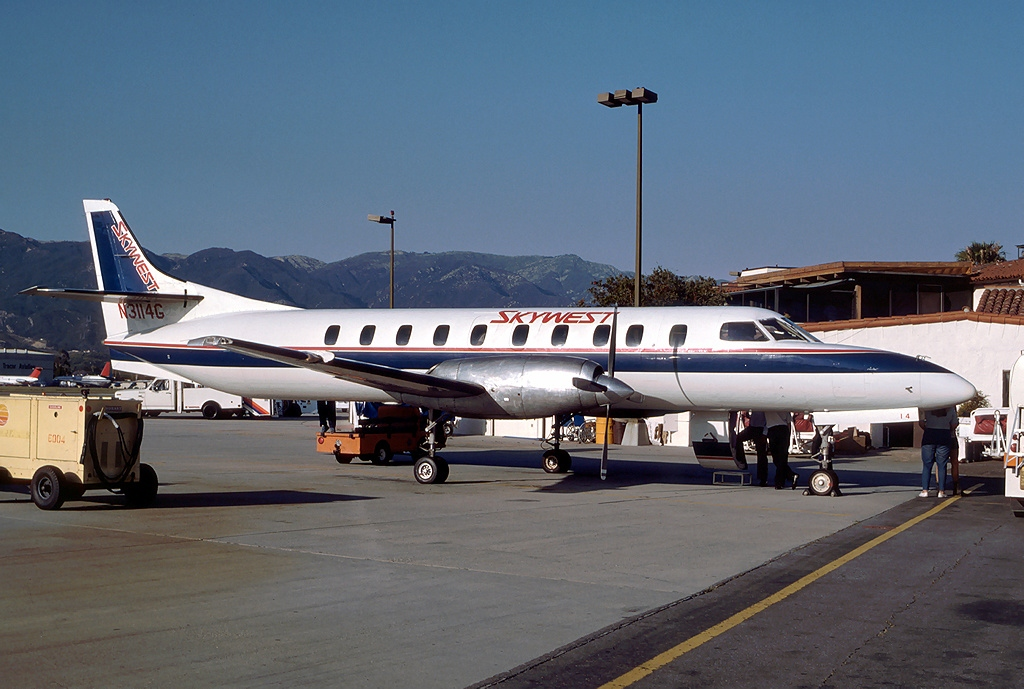
Fairchild SA-227AC Metro III

SkyWest, Inc. a récemment annoncé l'achat de la compagnie Atlantic Southeast Airlines (ASA), basée à Atlanta.
- Employés : 9 192
- Vols réguliers (2005) : United 1 062, Delta 476, Total 1 534.
- Passagers transportés en 2004 : 13,4 millions de passagers

## Compagnies clientes
SkyWest assure des vols pour le compte des compagnies aériennes suivantes :
- Alaska Airlines
- American Eagle
- Delta Connection
- United Express

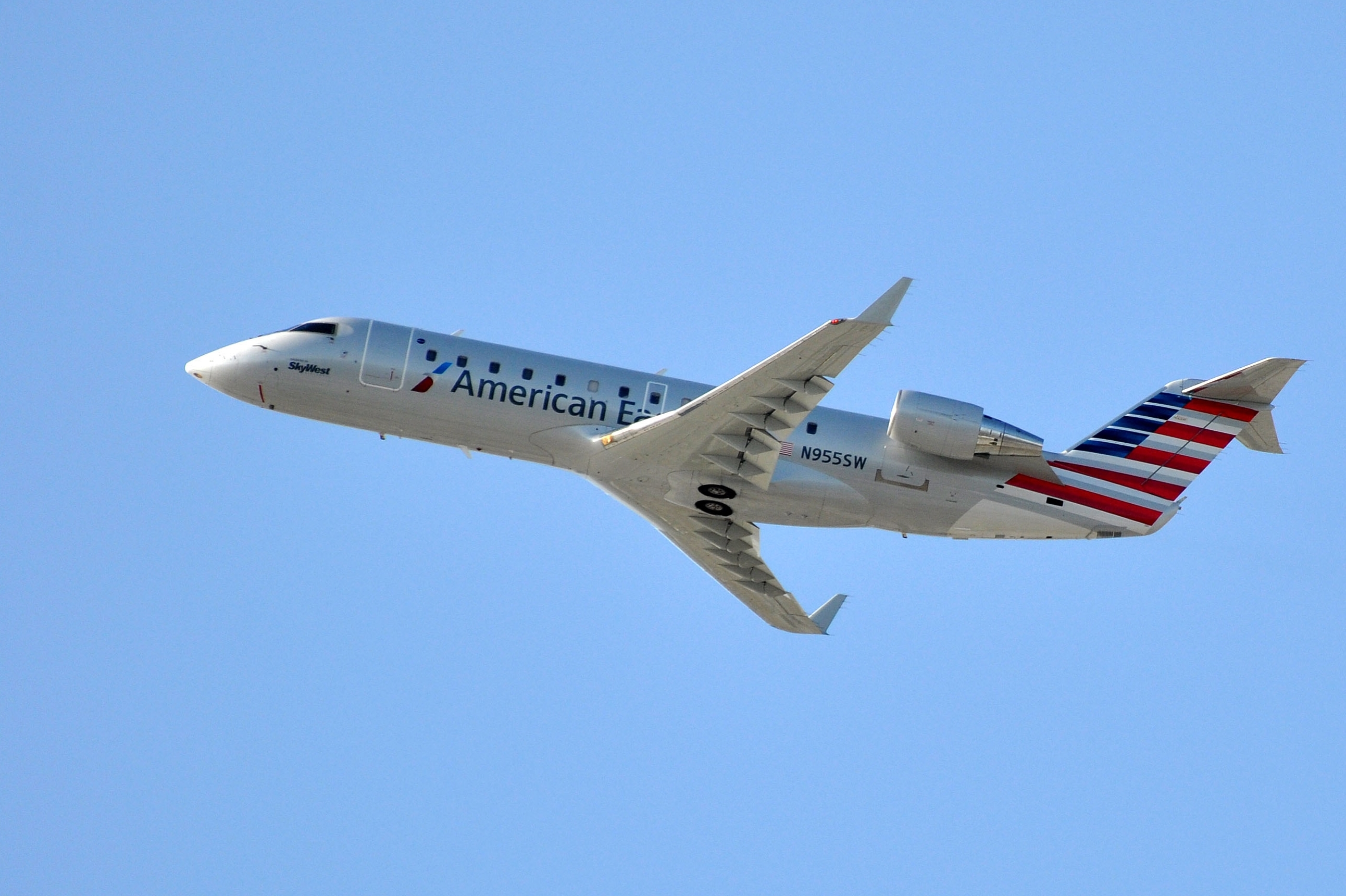
Aux couleurs d'American Eagle
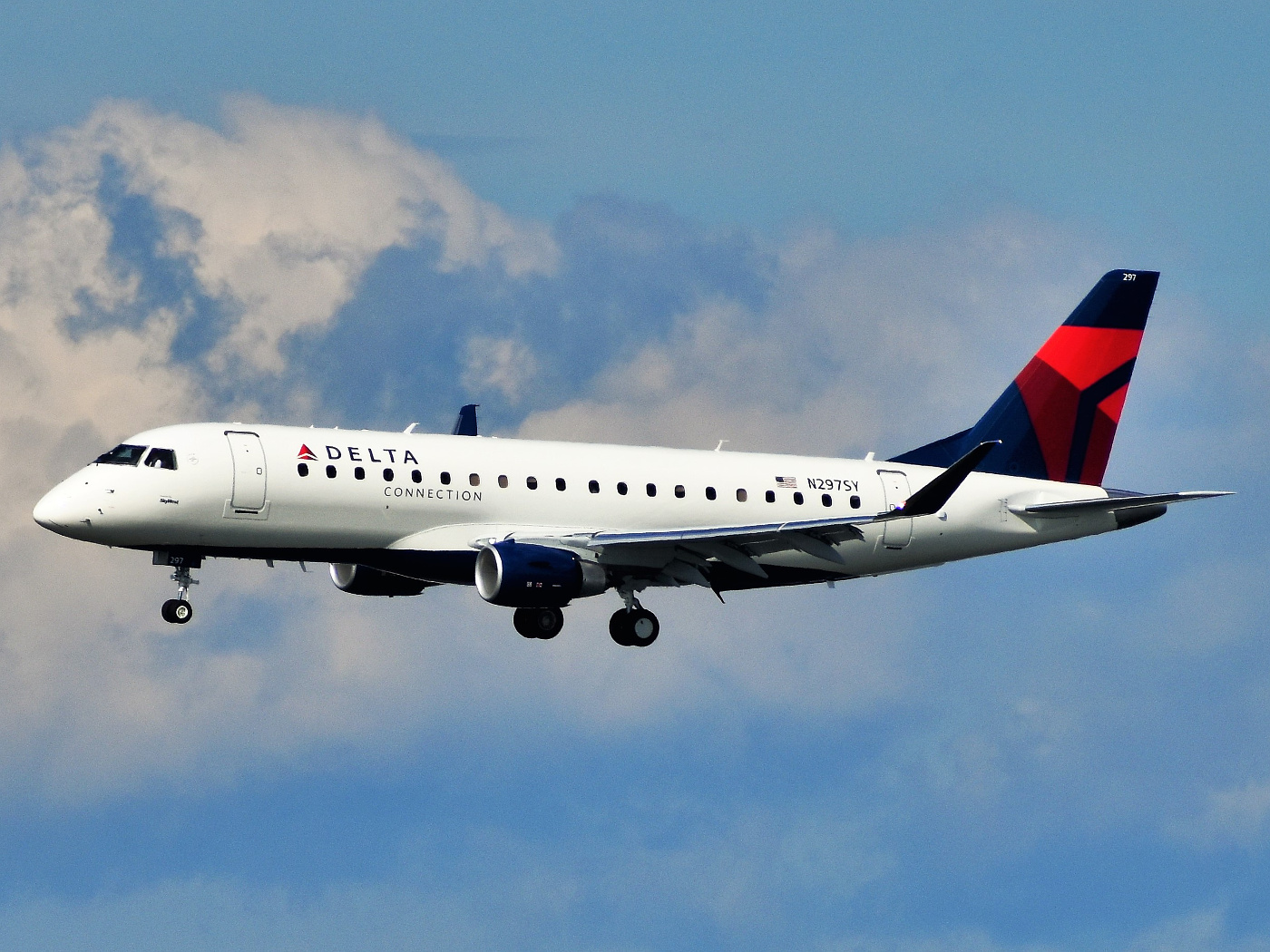
Avion aux couleurs de Delta Connection
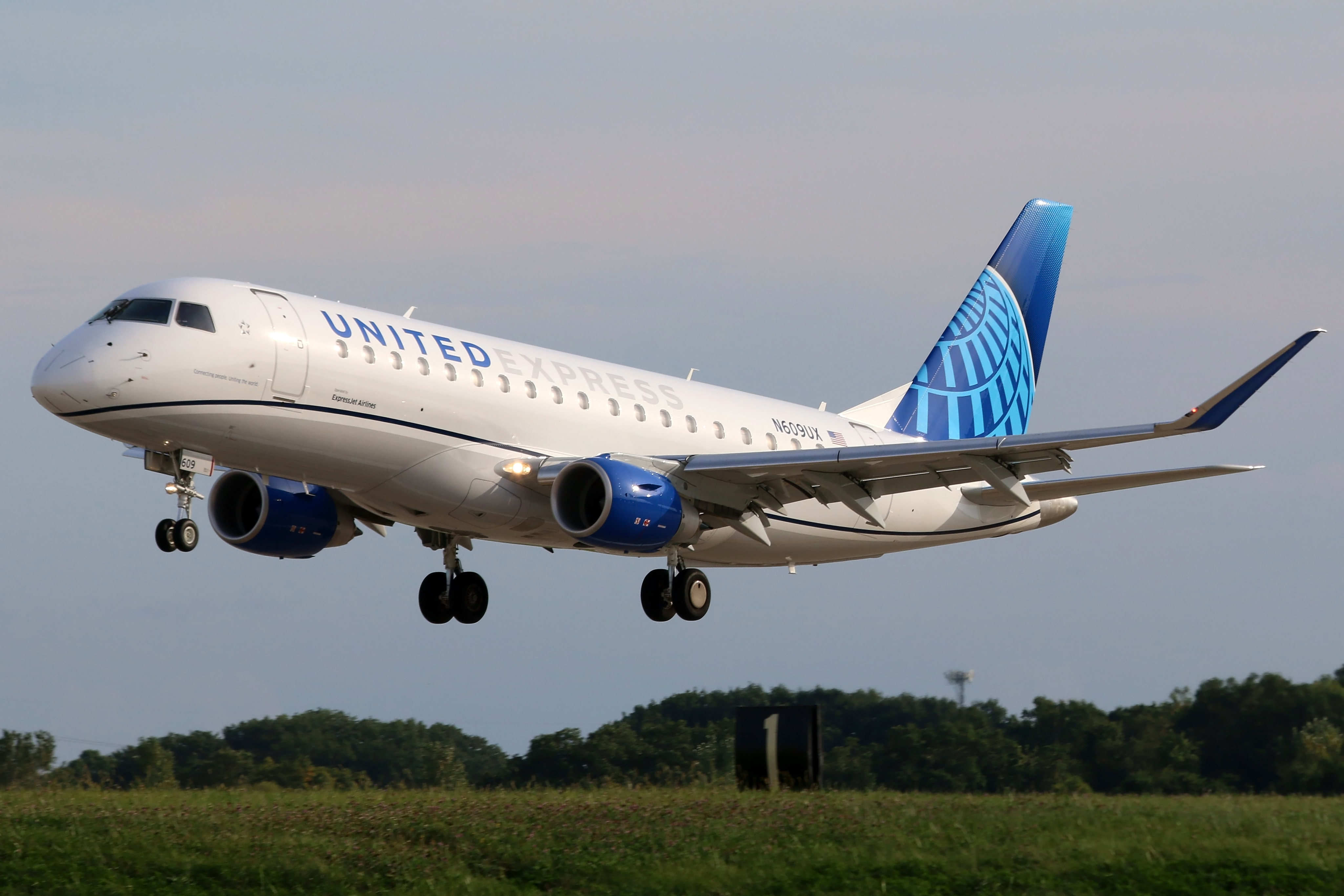
Aux couleurs de United Express
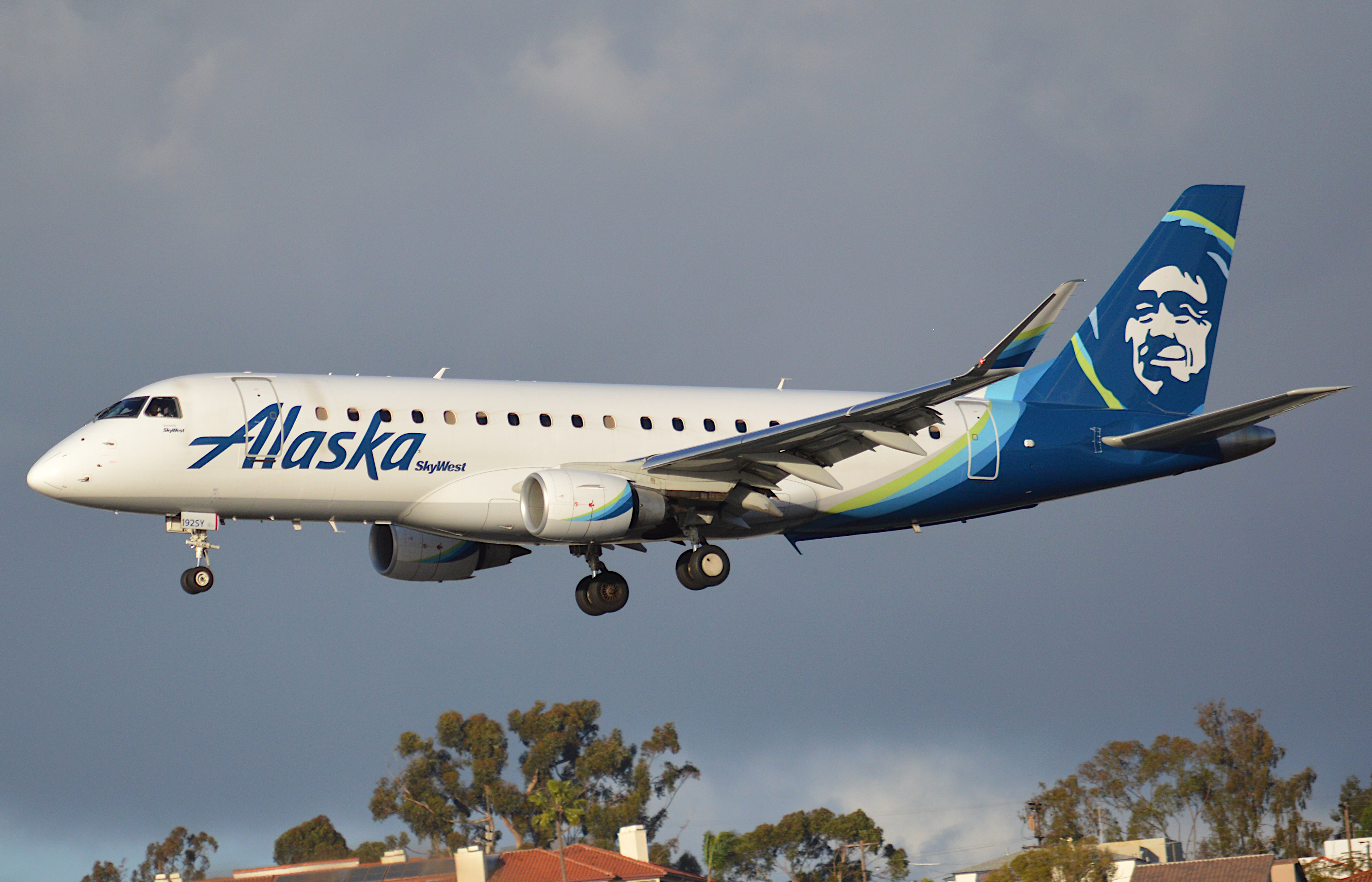
Couleurs d'Alaska Airlines

## Flotte
En décembre 2020, Skywest Airlines exploite une flotte composée des appareils suivants,,:
| Avion             | En service | Commandes | Passagers | Passagers | Passagers | Passagers | Livrée           | Nombre | Remarques                                                                                               |
| Avion             | En service | Commandes | F         | Y+        | Y         | Total     | Livrée           | Nombre | Remarques                                                                                               |
| ----------------- | ---------- | --------- | --------- | --------- | --------- | --------- | ---------------- | ------ | --- |
| Bombardier CRJ200 | 201        | —         | —         | —         | 50        | 50        | American Eagle   | 21     | |
| Bombardier CRJ200 | 201        | —         | —         | —         | 50        | 50        | Delta Connection | 54     | |
| Bombardier CRJ200 | 201        | —         | —         | —         | 50        | 50        | United Express   | 66     | |
| Bombardier CRJ200 | 201        | —         | —         | —         | 50        | 50        | SkyWest          | 17     | |
| Bombardier CRJ700 | 108        | —         | —         | —         | 70        | 70        | Alaska Airlines  |        | |
| Bombardier CRJ700 | 108        | —         | 9         | 8         | 48        | 65        | Delta Connection |        | |
| Bombardier CRJ700 | 108        | —         | 6         | 16        | 48        | 70        | United Express   |        | |
| Bombardier CRJ900 | 43         | —         | 12        | 12        | 52        | 76        | Delta Connection | 31     | |
| Bombardier CRJ900 | 43         | —         | 9         | —         | 67        | 76        | American Eagle   | 12     | |
| Embraer 175       | 189        | 1         | 12        | —         | 64        | 76        | Alaska Airlines  |        | |
| Embraer 175       | 189        | 1         | 5         | 16        | 48        | 76        | United Express   | 3      | |
| Embraer 175-E2    | —          | 100       | NR        | NR        | NR        | NR        | NR               |        | Entrée en service en 2020                                                                               |
| Mitsubishi MRJ 90 | —          | 100       | NR        | NR        | NR        | NR        | NR               |        | Devait entrer en service en 2017 mais le programme a été gelé en 2020 après de multiples complications. |
| Total             | 541        | 200       |           |           |           |           |                  |        | |

La compagnie a commandé  200 MRJ 90 (100 fermes et 100 en option). Ce qui fait d'elle le principal client des avions Mitsubishi Regional Jets avec plus de 50 % des commandes fermes à décembre 2012. Le programme devenu par la suite Mitsubishi SpaceJet est gelé en 2020.

## Accidents et incidents mortels
| Date             | Lieu                                  | Appareil                      | Numéro de série Immatriculation | Numéro de vol | Nombre de victimes | Causes |
| ---------------- | ------------------------------------- | ----------------------------- | ------------------------------- | ------------- | ------------------ | --- |
| 15 janvier 1987  | Kearns                                | Swearingen SA226-TC Metro II  | TC-327 (N163SW)                 | 1834          | 8/8 +2             | L'avion percute un Mooney M20 en vol. |
| 1er février 1991 | Aéroport international de Los Angeles | Swearingen SA227-AC Metro III | AC-683 (N683AV)                 | 5569          | 12/12 + 22         | L'avion est percuté par un Boeing 737 d'USAir lors du décollage. |
| 17 juillet 2012  | Aéroport municipal de Saint George    | Bombardier CRJ200-ER          | 7507 (N865AS)                   | X             | 1/1                | Un pilote ayant tué au préalable sa petite amie vole l'avion, commence à rouler sur la taxi way mais termine sa course dans un parking. Le pilote se suicide ensuite dans la cabine. |